# Tournoi de tennis de Salt Lake City
Le tournoi de Salt Lake City (Utah, États-Unis) est un tournoi de tennis féminin du circuit professionnel WTA et masculin du circuit professionnel ATP.
Quatre éditions féminines de l'épreuve se sont jouées, entre 1980 et 1985.
Deux éditions masculines ont été organisées en 1973 et 1974.

## Palmarès dames

### Simple
| No | Date       | Nom et lieu du tournoi                  | Catégorie | Dotation | Surface    | Vainqueure      | Finaliste           | Score         |         |
| -- | ---------- | --------------------------------------- | --------- | -------- | ---------- | --------------- | ------------------- | ------------- | ------- |
| 1  | 08-09-1980 | Women’s Games, Salt Lake City           |           | 50 000 $ | Dur (ext.) | Virginia Ruzici | Ivanna Madruga      | 6-1, 6-3      | Tableau |
| 2  | 12-09-1983 | Ginny of Salt Lake City, Salt Lake City |           | 50 000 $ | Dur (ext.) | Yvonne Vermaak  | Felicia Raschiatore | 6-2, 0-6, 7-5 | Tableau |
| 3  | 10-09-1984 | Ginny of Utah, Salt Lake City           |           | NC       | Dur (ext.) | Yvonne Vermaak  | Terry Holladay      | 6-1, 6-2      | Tableau |
| 4  | 09-09-1985 | Virginia Slims of Utah, Salt Lake City  |           | 75 000 $ | Dur (ext.) | Stephanie Rehe  | Camille Benjamin    | 6-2, 6-4      | Tableau |

### Double
| No | Date       | Nom et lieu du tournoi                 | Catégorie | Dotation | Surface    | Vainqueures                        | Finalistes                     | Score         |         |
| -- | ---------- | -------------------------------------- | --------- | -------- | ---------- | ---------------------------------- | ------------------------------ | ------------- | ------- |
| 1  | 08-09-1980 | Women’s Games Salt Lake City           |           | 50 000 $ | Dur (ext.) | Virginia Ruzici Pam Teeguarden     | Barbara Jordan Joanne Russell  | 6-4, 7-5      | Tableau |
| 2  | 12-09-1983 | Ginny of Salt Lake City Salt Lake City |           | 50 000 $ | Dur (ext.) | Cláudia Monteiro Yvonne Vermaak    | Amanda Brown Brenda Remilton   | 6-1, 3-6, 6-4 | Tableau |
| 3  | 10-09-1984 | Ginny of Utah Salt Lake City           |           | NC       | Dur (ext.) | Anne Minter Elizabeth Minter       | Heather Crowe Robin White      | 6-1, 6-2      | Tableau |
| 4  | 09-09-1985 | Virginia Slims of Utah Salt Lake City  |           | 75 000 $ | Dur (ext.) | Svetlana Cherneva Larisa Savchenko | Rosalyn Fairbank Beverly Mould | 7-5, 6-2      | Tableau |

## Palmarès messieurs

### Simple
| No | Date       | Nom et lieu du tournoi             | Catégorie  | Dotation | Surface    | Vainqueur     | Finaliste        | Score         |  |
| -- | ---------- | ---------------------------------- | ---------- | -------- | ---------- | ------------- | ---------------- | ------------- |  |
| 1  | 05-02-1973 | Utah International, Salt Lake City | Grand Prix | NC $     | Dur (int.) | Jimmy Connors | Paul Gerken      | 6-1, 6-2      |  |
| 2  | 18-03-1974 | Utah International, Salt Lake City | Grand Prix | NC $     | Dur (int.) | Jimmy Connors | Vitas Gerulaitis | 4-6, 7-6, 6-3 |  |

### Double
| No | Date       | Nom et lieu du tournoi             | Catégorie  | Dotation | Surface    | Vainqueurs                     | Finalistes                | Score         |  |
| -- | ---------- | ---------------------------------- | ---------- | -------- | ---------- | ------------------------------ | ------------------------- | ------------- |  |
| 1  | 05-02-1973 | Utah International, Salt Lake City | Grand Prix | NC $     | Dur (int.) | Mike Estep Raúl Ramírez        | Jiří Hřebec Jan Kukal     | 6-4, 7-6      |  |
| 2  | 18-03-1974 | Utah International, Salt Lake City | Grand Prix | NC $     | Dur (int.) | Jimmy Connors Vitas Gerulaitis | Iván Molina Jairo Velasco | 2-6, 7-6, 7-5 |  |